# La Guerre des abîmes
Pour plus de détails, voir Fiche technique et Distribution.
La Guerre des abîmes (Raise the Titanic) est un film américain de Jerry Jameson sorti en 1980. Il s'agit d'une adaptation du roman Renflouez le Titanic ! de Clive Cussler. L'histoire raconte comment, sur fond de Guerre froide, les États-Unis tentent de récupérer l'épave du paquebot Titanic suspectée de renfermer un métal rare et précieux.

## Synopsis
En 1912, un des pires désastres de l'histoire maritime survient : le Titanic coule au fond de l'Atlantique Nord. 75 ans plus tard, on découvre que le paquebot contient une cargaison de « byzanium ». Ce métal, extrêmement rare, est le seul permettant d'obtenir assez d'énergie pour un nouveau programme de défense des États-Unis. Mais il est impossible d'extraire le métal à cette profondeur ; Pitt et son équipage se préparent donc à réaliser l'impossible : renflouer le Titanic. L'Union soviétique tente également de récupérer le métal.

## Fiche technique
- Titre original : Raise the Titanic
- Titre français : La Guerre des abîmes
- Titre belge : Renflouez le Titanic !
- Réalisation : Jerry Jameson
- Scénario : Adam Kennedy d'après le roman Renflouez le Titanic ! de Clive Cussler
- Adaptation : Eric Hughes
- Direction artistique : John DeCuir
- Décors : Raphaël Bretton, Ian Whittaker
- Costumes : John Anderson
- Photographie : Matthew F. Leonetti
  - Photographie (tournage à Malte) : Arthur G. Wooster
  - Photographie (seconde équipe) : Rexford Metz
  - Photographie (maquettes) : Robert Steadman
  - Photographie (scènes sous-marines) : Jack Cooperman
- Son : Dean Gilmore, John W. Mitchell
- Montage : Robert F. Shugrue, J. Terry Williams
- Musique : John Barry
- Effets spéciaux : John Evans (non crédité)
- Société de production : ITC Productions, Marble Arch Productions
- Société(s) de distribution :  Associated Film Distribution ;  AMLF
- Pays de production :  États-Unis
- Langue originale : anglais
- Format : couleur (DeLuxe) — 70 mm — 2,35:1 (Technovision) — son Stéréo
- Genre : Film d'action
- Durée : 115 minutes
- Dates de sortie : 
  - États-Unis : 1er août 1980
  - France : 22 octobre 1980

## Distribution
- Jason Robards (VF : Georges Aminel) : L'amiral James Sandecker
- Richard Jordan (VF : Philippe Ogouz) : Dirk Pitt
- David Selby : Dr Gene Seagram
- Anne Archer (VF : Béatrice Delfe) : Dana Seagram
- Alec Guinness  (VF : Jean Topart) : John Bigalow
- Charles Macaulay (VF : André Valmy) : Le général Dale Busby
- J.D. Cannon (VF : Jacques Thébault) : Le capitaine Joe Burke
- Bo Brundin : Le capitaine Andre Prevlov
- M. Emmet Walsh (VF : Raoul Delfosse) : Le capitaine Vinnie Walker
- Norman Bartold (VF : Henri Poirier) : L'amiral Harry Kemper
- Elya Baskin : Pavel Marganin
- Marvin Silbersher (VF : William Sabatier) : Antonov, l'ambassadeur russe
- Sander Vanocur (en) (VF : Jean Berger) : Lui-même

## Production
- La Guerre des abîmes est en projet dès 1977. Il s'agit d'une adaptation du roman de Clive Cussler Renflouez le Titanic !, qui a fait le succès de son auteur en 1976. Pour réaliser la maquette de l'épave, l'équipe du film fait appel à l'expertise du peintre Ken Marschall, spécialiste du Titanic. L'épave du paquebot n'a, en effet, pas encore été découverte, et il s'agit d'imaginer à quoi peut ressembler le navire.

## Réception critique
- Jouissant d'un budget important et d'une distribution prestigieuse, notamment avec Jason Robards, Richard Jordan et Alec Guinness, le film devient cependant célèbre pour être l'un des plus grands échecs de l'histoire du cinéma. Le public n'est en effet pas au rendez-vous, et la critique n'hésite pas à démonter le film. Celui-ci remporte par ailleurs plusieurs Razzie Awards, notamment celui du pire film et celui du pire scénario.
Lew Grade, l'un des soutiens financiers du film, déclare même par la suite qu'il aurait coûté moins cher de vider l'Atlantique.